# El Santuario
El Santuario (spesso semplicemente Santuario) è un comune della Colombia facente parte del dipartimento di Antioquia.
Il centro abitato venne fondato da Antonio Gómez de Castro nel 1765, mentre l'istituzione del comune è del 1838.